# Макс Джейсон Май
Макс Дже́йсон Май (словац. Max Jason Mai, уроджений Миросла́в Шма́йда словац. Miroslav Šmajda; нар. 27 листопада 1988 року, Кошиці, Чехословаччина) — словацький співак. Представник Словаччини на пісенному конкурсі Євробачення 2012 в Баку. У другому півфіналі виконав пісню «Don't Close Your Eyes». За результатами півфіналу, який відбувся 24 травня, композиція не пройшла до фіналу.